# Francesco Chicchi
Francesco Chicchi   (Camaiore, 27 de novembre de 1980) és un ciclista italià ja retirat. Campió del món sub-23 el 2002, fou professional entre el 2003 i el 2016. A principis de 2017, sense poder trobar un nou equip després de la finalització del seu contracte amb l'Androni Giocattoli-Sidermec, va decidir retirar-se.

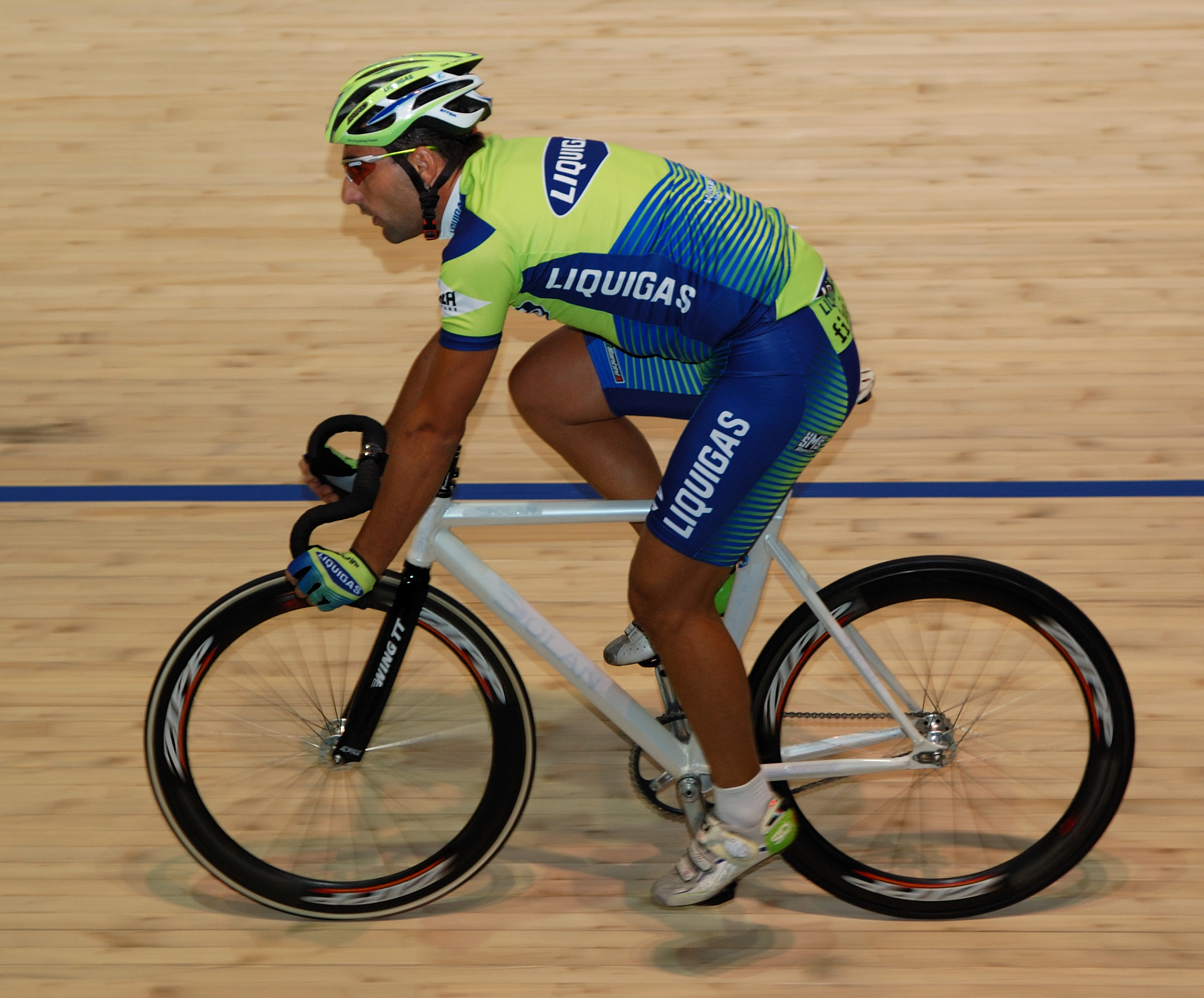
Francesco Chicchi al velòdrom Revolution de Manchester, el 2008

En el seu palmarès destaquen victòries d'etapa en curses d'una setmana, com ara la Volta a Catalunya o la Tirrena-Adriàtica i la Nokere Koerse del 2012.

## Palmarès
- 2002
  -  Campió del món en ruta sub-23
  - 1r a la Vicenza-Bionde
  - 1r a La Popolarissima
- 2005
  - Vencedor d'una etapa de la Settimana internazionale di Coppi e Bartali
- 2006
  - Vencedor d'una etapa dels Quatre dies de Dunkerque
  - Vencedor d'una etapa del Tour of Britain
  - Vencedor d'una etapa del Driedaagse van West-Vlaanderen
- 2007
  - Vencedor de 2 etapes de la Volta a Dinamarca
  - Vencedor d'una etapa del Brixia Tour
- 2008
  - Vencedor de 2 etapes de la Settimana internazionale di Coppi e Bartali
  - Vencedor d'una etapa de la Tirreno-Adriatico
  - Vencedor d'una etapa de la Volta a Catalunya
  - Vencedor d'una etapa de la Volta a Eslovènia
  - Vencedor d'una etapa del Tour of Missouri
- 2009
  - Vencedor d'una etapa del Tour Down Under
  - Vencedor d'una etapa del Tour of Missouri
- 2010
  - 1r al Gran Premi de la vila de Mòdena
  - Vencedor de 2 etapes del Tour de Qatar
  - Vencedor d'una etapa del Tour de San Luis
  - Vencedor d'una etapa a la Volta a Califòrnia
  - Vencedor d'una etapa de la Setmana Internacional Coppi i Bartali
  - Vencedor d'una etapa de la Volta a Eslovènia
- 2012
  - 1r a la Nokere Koerse
  - 1r a l'Handzame Classic
  - Vencedor de 2 etapes del Tour de San Luis
  - Vencedor d'una etapa dels Tres dies de Flandes Occidental
- 2013
  - Vencedor de 2 etapes del Tour de Langkawi i de la classificació per punts
  - 1r al Gran Premi Riga-Jurmala
  - 1r al Gran Premi Jurmala
- 2014
  - Vencedor de 3 etapes a la Volta a Veneçuela
- 2015
  - Vencedor d'una etapa a la Setmana Internacional de Coppi i Bartali
  - Vencedor d'una etapa a la Volta a Veneçuela
- 2016
  - Vencedor d'una etapa als Boucles de la Mayenne

### Resultats al Tour de França
- 2008. Fora de control (16a etapa)

### Resultats al Giro d'Itàlia
- 2011. Abandona (14a etapa)
- 2012. Abandona (19a etapa)
- 2013. No surt (9a etapa)
- 2014. No surt (9a etapa)

### Resultats a la Volta a Espanya
- 2007. Abandona (9a etapa)